# 暗色紋胸鮡
暗色紋胸鮡，為輻鰭魚綱鯰形目鮡科的其中一種，為亞熱帶淡水魚類，分布於亞洲中國紅河上游流域，棲息在底層水域，生活習性不明。

## 扩展阅读
維基物種上的相關：暗色紋胸鮡